# کاترین کلنر
کاترین کلنر (انگلیسی: Catherine Kellner؛ زادهٔ ۲ اکتبر ۱۹۷۰) یک هنرپیشه اهل ایالات متحده آمریکا است. وی از سال ۱۹۸۷ میلادی تاکنون مشغول فعالیت بوده‌است.
او در فیلم راهی به خانه نیست و فداکاری بازی کرده‌است.